# Rangierbahnhof Limmattal

Der Rangierbahnhof Limmattal (RBL) ist einer der grössten und leistungsfähigsten Rangierbahnhöfe Europas. Er liegt im Limmattal auf dem Gebiet der Gemeinden Spreitenbach im Kanton Aargau und Dietikon im Kanton Zürich.
Er ist der wichtigste Bahnhof für den nationalen Einzelwagenladungsverkehr in der Schweiz sowie für das Cargo-Express-Netz, der zweitwichtigste ist der Rangierbahnhof Lausanne bei Denges. Er wird durch die Division Infrastruktur der SBB (Abteilung Fahrplan und Betrieb) betrieben, wobei (seit 2015) SBB Cargo mit dem eigentlichen Rangierdienst beauftragt ist; dieses Unternehmen ist auch hauptsächlicher Nutzer, wobei auch vereinzelt andere Eisenbahnverkehrsunternehmen den Bahnhof mit Ganzzügen anfahren. Er ist als einseitiger Rangierbahnhof ausgebildet.

## Geschichte

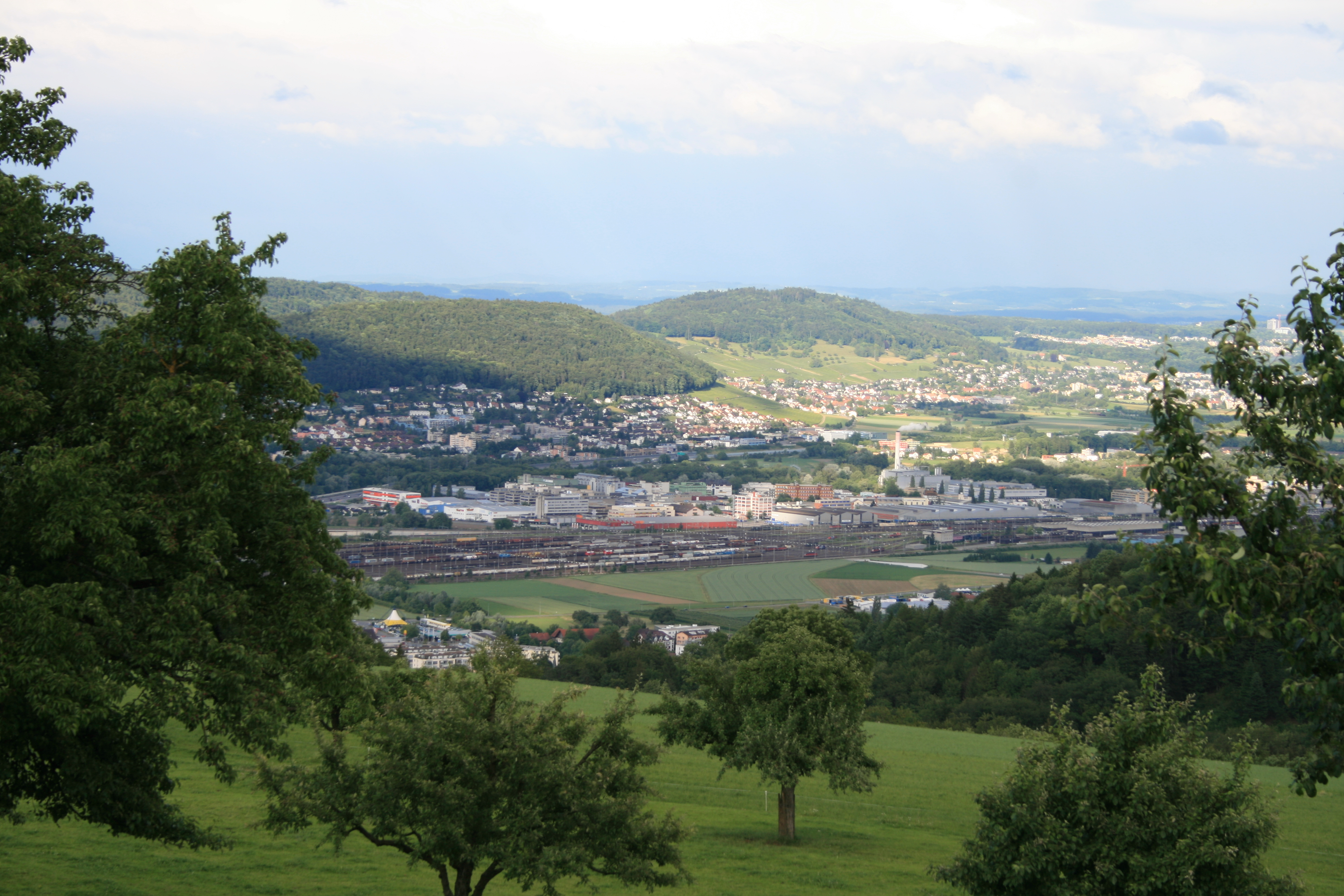
Rangierbahnhof Limmattal von Heitersberg aus gesehen

Im Jahre 1966 begann man mit dem Bau einer provisorischen Anlage auf dem Gebiet der heutigen Umspanngruppe, 1969 ging diese in Betrieb mit 10 Richtungsgleisen, 2 Einfahrgleisen sowie den Anschlüssen an den Bahnhof Killwangen und der Stammlinie Richtung Zürich. Dieses Projekt entlastete die Rangieranlage in Zürich in einem ersten Schritt. Gleichzeitig begann der Bau des eigentlichen Rangierbahnhofs. Der Endausbau des RBL war 1978 abgeschlossen, anschliessend wurde die provisorische Anlage abgebrochen und umgebaut. Seit 1980 präsentiert sich das Gleisfeld des RBL bis auf ein paar kleine Anpassungen im heutigen Stand.
Der RBL ersetzte die Rangieranlage im Zürcher Vorbahnhof und wurde so konzipiert, dass ein Ablaufbetrieb mit Wagen, die mit automatischen Kupplungen ausgestattet sind, möglich wäre. Er ermöglichte auch die Schliessung der alten Rangierbahnhöfe in Winterthur und Romanshorn. Seit 2017 ist der Cargo-Express-Verkehr, welcher bis dahin im Rangierbahnhof Zürich Mülligen formiert wurde, im RBL integriert und ermöglicht so, Zürich Mülligen als Abstellanlage für Personenzüge zu nutzen, sowie den Postverkehr des Briefzentrums Zürich.

## Technik und Gleisanlage

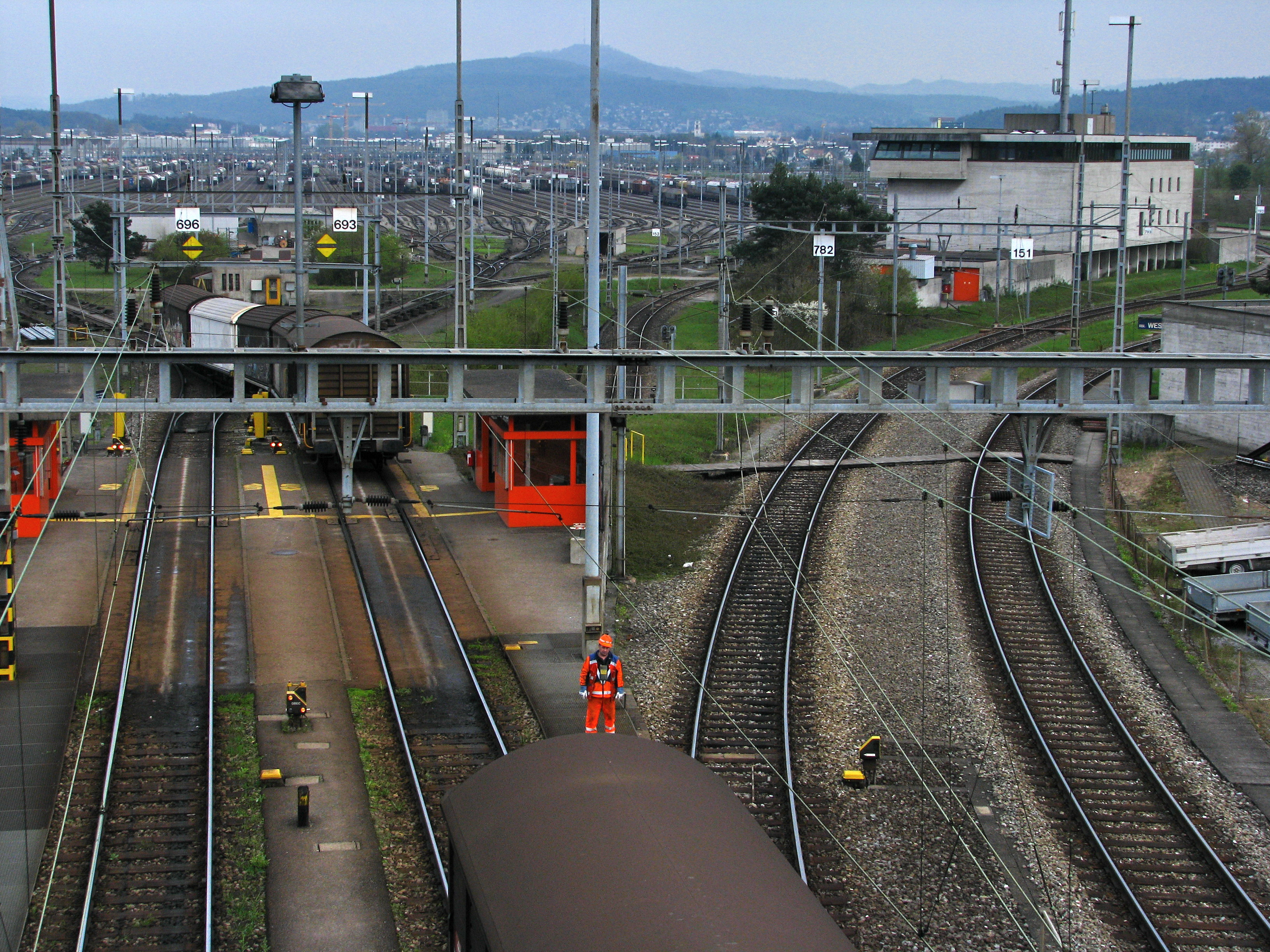
Rangierbahnhof Limmattal (2010)

Der RBL ist ein nach modernen Gesichtspunkten aufgebauter Rangierbahnhof, er befindet sich westlich der Eisenbahnstrecke Zürich–Basel/Bern. Die Wagen durchlaufen ihn von Nordwesten nach Südosten. Nach der 18-gleisigen Einfahrgruppe folgt ein zweigleisiger Ablaufberg mit hydraulischen Gleisbremsen. Dieser führt in eine 64-gleisige Richtungsgruppe, die mit Eisenbahnwagenförderanlagen ausgerüstet ist.
Früher konnte über den Nebenablaufberg auch von östlicher Seite in die Gleise 601 bis 623 formiert werden, somit war es möglich, in insgesamt 11 Gleisen von beiden Seiten Wagen ablaufen zu lassen. Die technischen Installationen wurden jedoch wieder rückgebaut. 2022 wurden die Gleise des Nebenablaufbergs entfernt.
Daneben gibt es eine 17-gleisige Ausfahrgruppe und eine 8-gleisige Umspanngruppe mit acht zusätzlichen Abstellgleisen. Zudem gibt es mehrere Lokabstellgleise, ein Depot-Gebäude für den Lokomotivunterhalt und eine Güterwagenreparaturanlage. Umschlossen wird der Bahnhof von zwei Transitgleisen, der sogenannten Südumfahrung im Süden des Bahnhofs, hauptsächlich für den Ost–West-Verkehr, sowie der Nordumfahrung für den West–Ost-Verkehr, welcher auf der Stammlinie kein passendes Trassee hat.
In östlicher Richtung wird aus den Richtungsgleisen und in westlicher Richtung aus der Ausfahrgruppe abgefahren. Die Gleise, aus denen die fertig formierten Züge normalerweise abfahren, sind mit einer funkgesteuerten Vorbremsanlage ausgerüstet.
Der Bahnhof hat zwei Stellwerke (West und Ost), beide sind mit dem Stellwerktyp SpDrs60 ausgerüstet und sind weiterhin im Ortsbetrieb. Für den Ablaufbetrieb ist ein Stellwerk des Typs MSR32 vorhanden, welches einen computergesteuerten Ablaufbetrieb ermöglicht im Zusammenspiel mit dem System LimDisPro, das seine Daten aus dem schweizerischen Wagendaten-System CIS bezieht. Bei den Einfahrsignalen des Bahnhofs sind kleine Radaranlagen installiert, die bei der Einfahrt die Achsen und die Achsabstände messen und diese mit den Daten aus CIS vergleichen und Diskrepanzen im System LimDisPro abbilden. Es ist somit im Regelbetrieb keine Datenaufnahme im Gleisfeld mehr notwendig.